# 제1차 이시바 내각
제1차 이시바 내각(일본어: 第1次石破内閣)은 중의원 의원, 자유민주당 총재 이시바 시게루가 제102대 내각총리대신으로 임명되어, 2024년 10월 1일부터 2024년 11월 11일까지 존재한 일본의 내각이다.
자유민주당과 공명당의 연립 내각이다.

## 개요
2024년 9월 27일에 실시된 일본 자유민주당 총재 선거에서 이시바가 제28대 자유민주당 총재로 선출되었다. 이에 따라 10월 1일에 제2차 기시다 제2차 개조내각이 총사퇴하고 같은 날 실시된 국회에서의 내각총리대신 지명 선거에서 이시바가 내각총리대신으로 지명을 받은 후 친임식 및 각료의 인증식을 거쳐 발족했다.
2024년 9월 30일, 제28대 자유민주당 총재 이시바 시게루는 “(다음 10월 1일에 소집되는 제214회 국회에서 자신이 내각총리대신으로 지명됐을 경우에는) 10월 9일에 중의원을 해산하여 15일 공시, 27일 투개표의 일정으로 총선거를 실시한다”라고 표명했다. 해산으로부터 투개표까지는 18일간으로, 지난번 총선거(2021년)의 17일간에 이어 전후 두 번째의 단기 결전이 된다. 총선거 후 11월 11일 특별 국회가 소집되면서 총사퇴했다. 조각부터 총사퇴까지 42일간으로 일본 헌정 사상 제1차 기시다 내각에 이은 단명 내각이다. 그러나 총선거 전의 제1차 이시바 내각은 내각총리대신이 부재중일 때 또는 일본 중의원 의원 총선거 후 최초로 국회 소집이 있는 때에는 내각은 총사퇴를 해야 한다는 일본국 헌법 제70조에 따라 총선 후에 총사퇴한 것으로 실질적으로는 제2차 이시바 내각과 연결되는 것으로 해석된다.

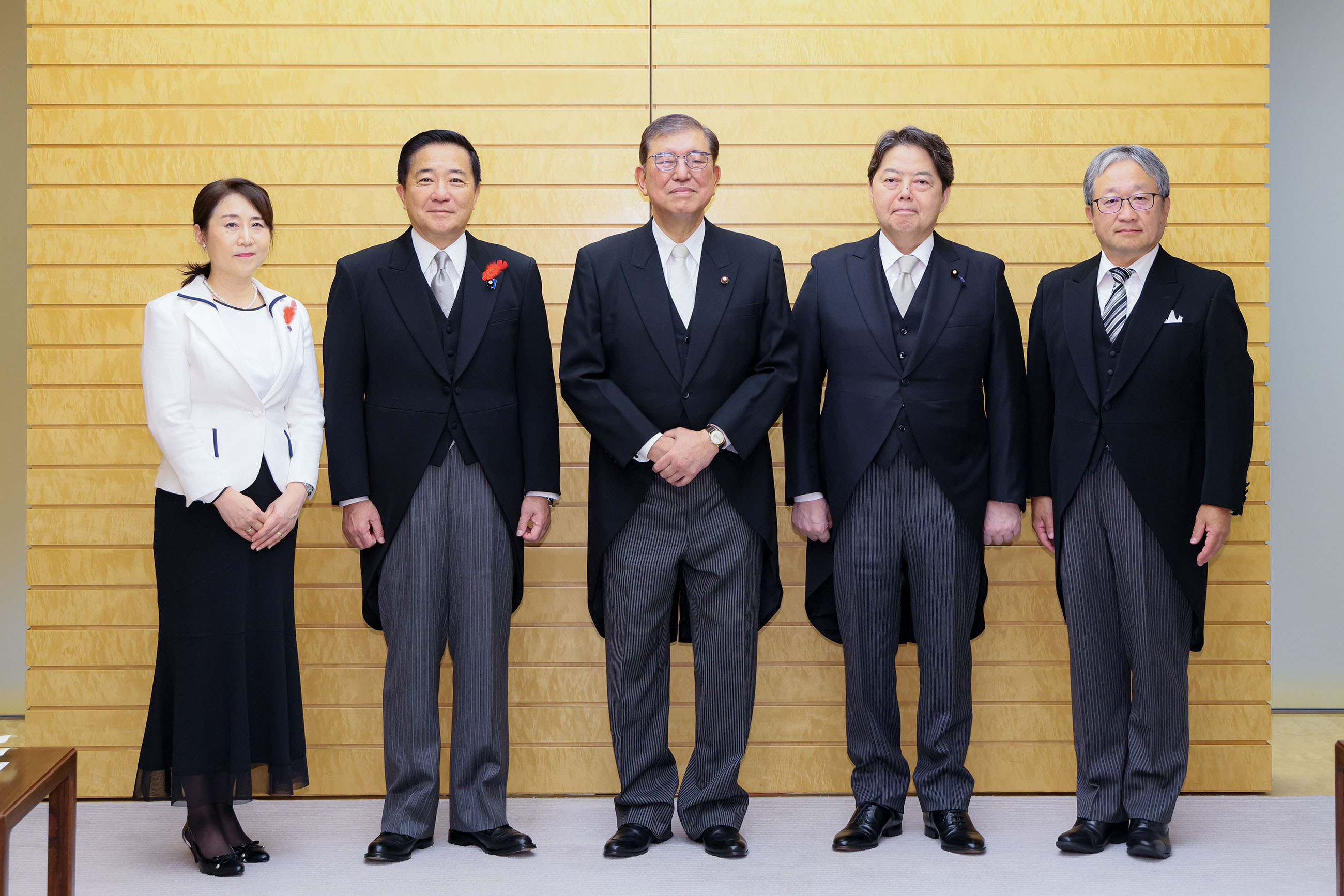
총리 보좌관의 기념 촬영
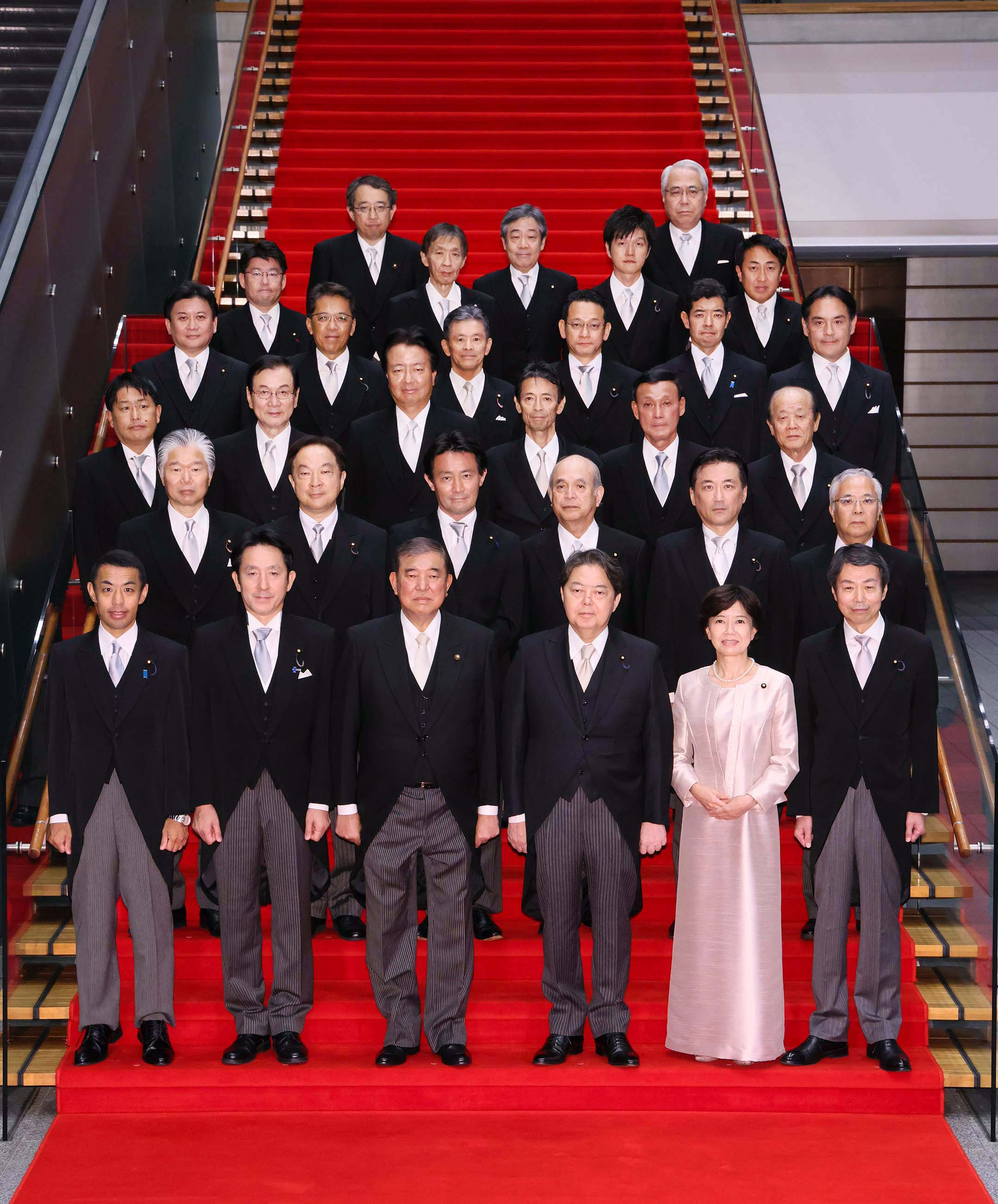
부대신 임명 후에 가진 기념 촬영 (2024년 10월 3일)
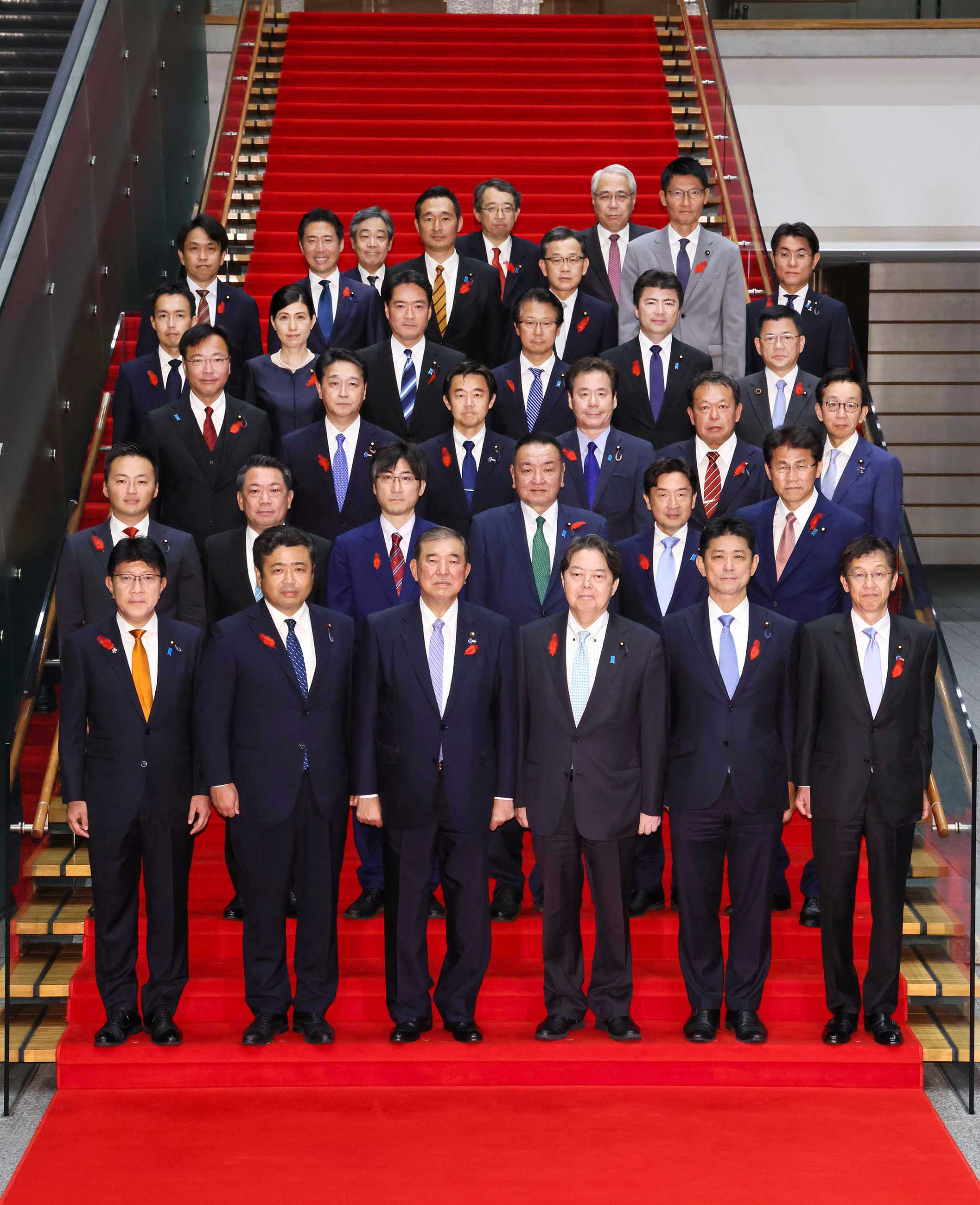
대신 정무관 임명 후에 가진 기념 촬영 (2024년 10월 3일)

## 국무대신
- 2024년 10월 1일 임명.[5]

소속 정당·출신:
     자유민주당(무파벌)      자유민주당(아소파)      자유민주당(모테기파)      공명당      중앙 성청·민간
| 직책 | 성명                | 사진 | 소속                             | 특명 담당 사항 | 비고                   |
| --- | ------------------- | ---- | -------------------------------- | --- | ---------------------- |
| 내각총리대신 | 이시바 시게루       |      | 중의원 자유민주당 (무파벌)       | | 자유민주당 총재 재입각 |
| 총무대신 | 무라카미 세이이치로 |      | 중의원 자유민주당 (무파벌)       | 내각총리대신 임시 대리 취임 순위 제3위 | 재입각                 |
| 법무대신 | 마키하라 히데키     |      | 중의원 →민간 자유민주당 (무파벌) | | 첫 입각                |
| 외무대신 | 이와야 다케시       |      | 중의원 자유민주당 (무파벌)       | 내각총리대신 임시 대리 취임 순위 제5위 | 재입각                 |
| 재무대신 내각부 특명담당대신 (금융 담당)                                                                                   | 가토 가쓰노부       |      | 중의원 자유민주당 (모테기파)     | 디플레이션 탈출 담당 내각총리대신 임시 대리 취임 순위 제4위                                                                               | 재입각                 |
| 문부과학대신 | 아베 도시코         |      | 중의원 자유민주당 (무파벌)       | | 첫 입각                |
| 후생노동대신 | 후쿠오카 다카마로   |      | 참의원 자유민주당 (무파벌)       | | 첫 입각                |
| 농림수산대신 | 오자토 야스히로     |      | 중의원 →민간 자유민주당 (무파벌) | | 첫 입각                |
| 경제산업대신 내각부 특명담당대신 (원자력 손해 배상·폐로 등 지원기구 담당)                                                  | 무토 요지           |      | 중의원 자유민주당 (아소파)       | 원자력 경제 피해 담당 GX실행추진담당 산업 경쟁력 담당                                                                                     | 첫 입각                |
| 국토교통대신 | 사이토 데쓰오       |      | 중의원 공명당                    | 물 순환 정책 담당 국제 원예 박람회 담당                                                                                                   | 재임                   |
| 환경대신 내각부 특명담당대신 (원자력 방재 담당)                                                                            | 아사오 게이이치로   |      | 참의원 자유민주당 (아소파)       | | 첫 입각                |
| 방위대신 | 나카타니 겐         |      | 중의원 자유민주당 (무파벌)       | 내각총리대신 임시 대리 취임 순위 제2위 | 재입각                 |
| 내각관방장관 | 하야시 요시마사     |      | 중의원 자유민주당 (무파벌)       | 오키나와 기지 부담 경감 담당 납치 문제 담당 내각총리대신 임시 대리 취임 순위 제1위                                                        | 재임                   |
| 디지털대신 내각부 특명담당대신 (규제 개혁 담당)                                                                            | 다이라 마사아키     |      | 중의원 자유민주당 (무파벌)       | (행정 쇄신 담당) 국가 공무원 제도 담당 사이버 안전 보장 담당                                                                              | 첫 입각                |
| 부흥대신 | 이토 다다히코       |      | 중의원 자유민주당 (무파벌)       | 후쿠시마 원전 사고 재생 총괄 담당 | 첫 입각                |
| 국가공안위원회 위원장 내각부 특명담당대신 (방재 담당) (해양 정책 담당)                                                     | 사카이 마나부       |      | 중의원 자유민주당 (무파벌)       | 국토 강인화 담당 영토 문제 담당 | 첫 입각                |
| 내각부 특명담당대신 (어린이 정책) (저출산 대책 담당) (약자 활약 담당) (남녀 공동 참가 담당) (공생·공조 담당)               | 미하라 준코         |      | 참의원 자유민주당 (무파벌)       | 여성 활약 담당 공생 사회 담당 | 첫 입각                |
| 내각부 특명담당대신 (경제 재정 정책 담당)                                                                                  | 아카자와 료세이     |      | 중의원 자유민주당 (무파벌)       | 경제 재생 담당 새로운 자본주의 담당 임금 향상 담당 스타트업 담당 전세대형 사회 보장 개혁 담당 감염병 위기 관리 담당 방재청 설치 준비 담당 | 첫 입각                |
| 내각부 특명담당대신 (쿨 재팬 전략 담당) (지적 재산 전략 담당) (과학 기술 정책 담당) (우주 정책 담당) (경제 안전 보장 담당) | 기우치 미노루       |      | 중의원 자유민주당 (무파벌)       | 경제 안전 보장 담당 | 첫 입각                |
| 내각부 특명담당대신 (오키나와 및 북방 대책 담당) (소비자 및 식품 안전 담당) (지방 창생 담당) (아이누 시책 담당)            | 이토 요시타카       |      | 중의원 자유민주당 (무파벌)       | 새로운 지방 경제·생활 환경 창생 담당 국제 박람회 담당                                                                                     | 첫 입각                |

## 내각관방부장관·내각법제국장관
- 2024년 10월 1일 임명.

| 직책            | 성명                | 사진 | 소속                        | 비고 |
| --------------- | ------------------- | ---- | --------------------------- | ---- |
| 내각관방부장관  | 다치바나 게이이치로 |      | 중의원 / 자유민주당(무파벌) |      |
| 내각관방부장관  | 아오키 가즈히코     |      | 참의원 / 자유민주당(무파벌) |      |
| 내각관방부장관  | 사토 후미토시       |      | 사무 담당 / 전 총무사무차관 |      |
| 내각법제국 장관 | 이와오 노부유키     |      | 전 내각법제차장 / 검찰청    | 재임 |

## 내각총리대신 보좌관
- 2024년 10월 1일 임명.

| 직책 | 성명              | 사진 | 소속                              | 비고                      |
| --- | ----------------- | ---- | --------------------------------- | ------------------------- |
| 내각총리대신 보좌관 (국가 안전 보장에 관한 중요 정책 및 핵군축 및 비확산문제 담당)                            | 나가시마 아키히사 |      | 중의원 / 자유민주당(무파벌)       |                           |
| 내각총리대신 보좌관 (국토강인화 및 부흥 등의 사회 자본 정비 및 과학 기술 이노베이션 정책 그 외 특명사항 담당) | 모리 마사후미     |      | 민간                              | 재임 2022년 1월 1일 임명  |
| 내각총리대신 보좌관 (임금·고용 담당)                                                                          | 야타 와카코       |      | 민간(전 참의원 의원 / 국민민주당) | 재임 2023년 9월 15일 임명 |

## 부대신
- 2024년 10월 3일 임명

| 직책            | 성명              | 소속                             | 비고                         |
| --------------- | ----------------- | -------------------------------- | ---------------------------- |
| 디지털 부대신   | 이시카와 아키마사 | 중의원→민간 / 자유민주당(무파벌) | 내각부 부대신 겸임           |
| 부흥 부대신     | 다카기 히로히사   | 중의원→민간 / 자유민주당(무파벌) |                              |
| 부흥 부대신     | 고시미즈 게이이치 | 중의원 / 공명당                  |                              |
| 부흥 부대신     | 도코 시게루       | 참의원 / 자유민주당(모테기파)    | 국토교통, 내각부 부대신 겸임 |
| 내각부 부대신   | 이시카와 아키마사 | 중의원→민간 / 자유민주당(무파벌) | 디지털 부대신 겸임           |
| 내각부 부대신   | 이바야시 다쓰노리 | 중의원 / 자유민주당(아소파)      |                              |
| 내각부 부대신   | 구도 쇼조         | 중의원 / 자유민주당(아소파)      |                              |
| 내각부 부대신   | 고가 아쓰시       | 중의원 / 자유민주당(무파벌)      |                              |
| 내각부 부대신   | 이와타 가즈치카   | 중의원 / 자유민주당(무파벌)      | 경제산업 부대신 겸임         |
| 내각부 부대신   | 고즈키 료스케     | 참의원 / 자유민주당(모테기파)    | 경제산업 부대신 겸임         |
| 내각부 부대신   | 도코 시게루       | 참의원 / 자유민주당(모테기파)    | 국토교통, 부흥 부대신 겸임   |
| 내각부 부대신   | 다키사와 모토메   | 참의원 / 자유민주당(아소파)      | 환경 부대신 겸임             |
| 내각부 부대신   | 오니키 마코토     | 중의원 / 자유민주당(무파벌)      | 방위 부대신 겸임             |
| 총무 부대신     | 와타나베 고이치   | 중의원→민간 / 자유민주당(무파벌) |                              |
| 총무 부대신     | 바바 세이시       | 참의원 / 자유민주당(무파벌)      |                              |
| 법무 부대신     | 가도야마 히로아키 | 중의원→민간 / 자유민주당(무파벌) |                              |
| 외무 부대신     | 쓰지 기요토       | 중의원 / 자유민주당(무파벌)      |                              |
| 외무 부대신     | 쓰게 요시후미     | 참의원 / 자유민주당(무파벌)      |                              |
| 재무 부대신     | 요코야마 신이치   | 참의원 / 공명당                  |                              |
| 재무 부대신     | 사이토 히로아키   | 중의원 / 자유민주당(아소파)      |                              |
| 문부과학 부대신 | 다케베 아라타     | 중의원 / 자유민주당(무파벌)      |                              |
| 문부과학 부대신 | 이마에다 소이치로 | 중의원 / 자유민주당(아소파)      |                              |
| 후생노동 부대신 | 와니부치 요코     | 중의원 / 공명당                  |                              |
| 후생노동 부대신 | 미야자키 마사히사 | 중의원 / 자유민주당(모테기파)    |                              |
| 농림수산 부대신 | 스즈키 노리카즈   | 중의원 / 자유민주당(모테기파)    |                              |
| 농림수산 부대신 | 다케무라 노부히데 | 중의원 / 자유민주당(무파벌)      |                              |
| 경제산업 부대신 | 이와타 가즈치카   | 중의원 / 자유민주당(무파벌)      | 내각부 부대신 겸임           |
| 경제산업 부대신 | 고즈키 료스케     | 참의원 / 자유민주당(모테기파)    | 내각부 부대신 겸임           |
| 국토교통 부대신 | 고쿠바 고노스케   | 중의원 / 자유민주당(무파벌)      |                              |
| 국토교통 부대신 | 도코 시게루       | 참의원 / 자유민주당(모테기파)    | 부흥, 내각부 부대신 겸임     |
| 환경 부대신     | 야기 데쓰야       | 중의원→민간 / 자유민주당(무파벌) |                              |
| 환경 부대신     | 다키사와 모토메   | 참의원 / 자유민주당(아소파)      | 내각부 부대신 겸임           |
| 방위 부대신     | 오니키 마코토     | 중의원 / 자유민주당(무파벌)      | 내각부 부대신 겸임           |

## 대신 정무관
- 2024년 10월 3일 임명

| 직책                | 성명              | 소속                             | 비고                             |
| ------------------- | ----------------- | -------------------------------- | -------------------------------- |
| 디지털대신 정무관   | 쓰치다 신         | 중의원 / 자유민주당(아소파)      | 내각부대신 정무관 겸임           |
| 부흥대신 정무관     | 히라누마 쇼지로   | 중의원 / 자유민주당(무파벌)      | 내각부대신 정무관 겸임           |
| 부흥대신 정무관     | 혼다 아키코       | 참의원 / 자유민주당(무파벌)      | 문부과학대신 정무관 겸임         |
| 부흥대신 정무관     | 다케우치 신지     | 참의원 / 공명당                  | 경제산업, 내각부대신 정무관 겸임 |
| 부흥대신 정무관     | 오자키 마사나오   | 중의원 / 자유민주당(무파벌)      | 국토교통, 내각부대신 정무관 겸임 |
| 내각부대신 정무관   | 쓰치다 신         | 중의원 / 자유민주당(아소파)      | 디지털대신 정무관 겸임           |
| 내각부대신 정무관   | 간다 준이치       | 중의원 / 자유민주당(무파벌)      |                                  |
| 내각부대신 정무관   | 고가 유이치로     | 참의원 / 자유민주당(무파벌)      |                                  |
| 내각부대신 정무관   | 히라누마 쇼지로   | 중의원 / 자유민주당(무파벌)      | 부흥대신 정무관 겸임             |
| 내각부대신 정무관   | 이시이 다쿠       | 중의원→민간 / 자유민주당(무파벌) | 경제산업대신 정무관 겸임         |
| 내각부대신 정무관   | 다케우치 신지     | 참의원 / 공명당                  | 경제산업, 부흥대신 정무관 겸임   |
| 내각부대신 정무관   | 오자키 마사나오   | 중의원 / 자유민주당(무파벌)      | 국토교통, 부흥대신 정무관 겸임   |
| 내각부대신 정무관   | 구니사다 이사토   | 중의원 / 자유민주당(무파벌)      | 환경대신 정무관 겸임             |
| 내각부대신 정무관   | 미야케 신고       | 참의원 / 자유민주당(무파벌)      | 방위대신 정무관 겸임             |
| 총무대신 정무관     | 니시다 쇼지       | 중의원 / 자유민주당(무파벌)      |                                  |
| 총무대신 정무관     | 하세가와 준지     | 중의원 / 자유민주당(무파벌)      |                                  |
| 총무대신 정무관     | 후나하시 도시미쓰 | 참의원 / 자유민주당(아소파)      |                                  |
| 법무대신 정무관     | 나카노 히데유키   | 중의원 / 자유민주당(무파벌)      |                                  |
| 외무대신 정무관     | 고무라 마사히로   | 중의원 / 자유민주당(아소파)      |                                  |
| 외무대신 정무관     | 후카자와 요이치   | 중의원 / 자유민주당(무파벌)      |                                  |
| 외무대신 정무관     | 호사카 야스시     | 중의원 / 자유민주당(무파벌)      |                                  |
| 재무대신 정무관     | 세토 다카카즈     | 중의원 / 자유민주당(아소파)      |                                  |
| 재무대신 정무관     | 신도 가네히코     | 참의원 / 자유민주당(무파벌)      |                                  |
| 문부과학대신 정무관 | 긴조 야스쿠니     | 중의원 / 공명당                  |                                  |
| 문부과학대신 정무관 | 혼다 아키코       | 참의원 / 자유민주당(무파벌)      | 부흥대신 정무관 겸임             |
| 후생노동대신 정무관 | 시오자키 아키히사 | 중의원 / 자유민주당(무파벌)      |                                  |
| 후생노동대신 정무관 | 미우라 야스시     | 참의원 / 자유민주당(모테기파)    |                                  |
| 농림수산대신 정무관 | 쇼지 겐이치       | 중의원 / 공명당                  |                                  |
| 농림수산대신 정무관 | 마이타치 쇼지     | 참의원 / 자유민주당(무파벌)      |                                  |
| 경제산업대신 정무관 | 다케우치 신지     | 참의원 / 공명당                  | 부흥, 내각부대신 정무관 겸임     |
| 경제산업대신 정무관 | 이시이 다쿠       | 중의원→민간 / 자유민주당(무파벌) | 내각부대신 정무관 겸임           |
| 국토교통대신 정무관 | 이시바시 린타로   | 중의원 / 자유민주당(무파벌)      |                                  |
| 국토교통대신 정무관 | 고야리 다카시     | 참의원 / 자유민주당(무파벌)      |                                  |
| 국토교통대신 정무관 | 오자키 마사나오   | 중의원 / 자유민주당(무파벌)      | 부흥, 내각부대신 정무관 겸임     |
| 환경대신 정무관     | 아사히 겐타로     | 참의원 / 자유민주당(무파벌)      |                                  |
| 환경대신 정무관     | 구니사다 이사토   | 중의원 / 자유민주당(무파벌)      | 내각부대신 정무관 겸임           |
| 방위대신 정무관     | 마쓰모토 히사시   | 중의원 / 자유민주당(무파벌)      |                                  |
| 방위대신 정무관     | 미야케 신고       | 참의원 / 자유민주당(무파벌)      | 내각부대신 정무관 겸임           |

## 국회 총리 지명 선거
| 내각총리대신 지명 선거: 중의원 |                 |                 |           |
| 성명                           | 성명            | 소속 정당       | 득표수    |
|                                | 이시바 시게루   | 자유민주당      | 291 / 465 |
|                                | 노다 요시히코   | 입헌민주당      | 100 / 465 |
|                                | 바바 노부유키   | 일본유신회      | 45 / 465  |
|                                | 다무라 도모코   | 일본공산당      | 10 / 465  |
|                                | 다마키 유이치로 | 국민민주당      | 7 / 465   |
|                                | 기라 슈지       | 무소속          | 5 / 465   |
|                                | 야마모토 타로   | 레이와 신센구미 | 3 / 465   |

| 내각총리대신 지명 선거: 참의원 |                 |                 |           |
| 성명                           | 성명            | 소속 정당       | 득표수    |
|                                | 이시바 시게루   | 자유민주당      | 143 / 242 |
|                                | 노다 요시히코   | 입헌민주당      | 45 / 242  |
|                                | 바바 노부유키   | 일본유신회      | 21 / 242  |
|                                | 다마키 유이치로 | 국민민주당      | 12 / 242  |
|                                | 다무라 도모코   | 일본공산당      | 11 / 242  |
|                                | 야마모토 타로   | 레이와 신센구미 | 5 / 242   |
|                                | 이토 다카에     | 국민민주당      | 1 / 242   |
|                                | 이하 요이치     | 무소속          | 1 / 242   |
|                                | 가미야 소헤이   | 참정당          | 1 / 242   |
|                                | 다카이치 사나에 | 자유민주당      | 1 / 242   |
|                                | 모테기 도시미쓰 | 자유민주당      | 1 / 242   |

## 세력 조견표
| 명칭     | 세력 | 국무대신 | 부대신 | 정무관 | 보좌관 | 기타 |
| -------- | ---- | -------- | ------ | ------ | ------ | --- |
| 무파벌   | 272  | 16       | 14     | 20     | 1      | 자유민주당 총재, 부총재, 간사장, 정무조사회장, 선거대책위원장, 참의원 의원회장, 참의원 간사장, 국회대책위원장, 간사장 대행 |
| 아소파   | 54   | 2        | 5      | 4      | 0      | 총무회장, 최고 고문 |
| 모테기파 | 47   | 1        | 4      | 1      | 0      | 중의원 의장, 참의원 의장                                                                                                   |
| 공명당   | 59   | 1        | 3      | 3      | 0      | |
| 민간     | /    | 0        | 0      | 0      | 2      | |
| 계       | 432  | 20       | 26     | 28     | 3      | |

※관례에 따라 파벌에서 이탈 중인 중의원 의장 누카가 후쿠시로(모테기파)와 참의원 의장 오쓰지 히데히사(모테기파), 당 간부를 파벌 소속 의원에 포함한다.
※무파벌에 원내회파 ‘자유민주당·무파벌 모임’에 소속된 무파벌의 미타조노 사토시를 포함한다.